# Nena Zeballos
Nena Zeballos (Cochabamba, Bolivia, 17 de mayo de 1959) es una cantante boliviana de bolero, el folklore y cumbia, conocida como "la dama de la canción" en Bolivia.

## Biografía
Nena Zeballos, cuyo verdadero nombre es Bertha Julia San Martín, es hija de madre boliviana y padre peruano. Comenzó su carrera musical en julio del año de 1972, año en que fue coronada reina del Carnaval. El apellido Zeballos de su nombre de artista lo tomó de su primer esposo, con quien vivió en el Perú antes de volver a Bolivia. Antes, su nombre artístico era Sandra Moreno.
Se casó a los 16 años y es madre de cinco hijos, entre los que resaltan Wally y Paola, ambos integrantes del grupo Pk2. Ella recuerda que durante sus primeros años cantaba en centros nocturnos y en almuerzos los días domingo. A lo largo de su carrera fue integrante de las agrupaciones Swingbaly, Los Graduados, California y Connexión, entre muchas otras. 
En 2018 la trayectoria artística de Nena Zeballos fue reconocida por Senado de Bolivia, mediante la declaración camaral DC-378, por "su destacada trayectoria artística e invaluable labor en favor de la cultura y el folklore boliviano".

## Discografía
En total, Nena Zeballos tiene 21 discos, siendo Nuestro secreto el que la llevó a la fama.